# Les deux avares

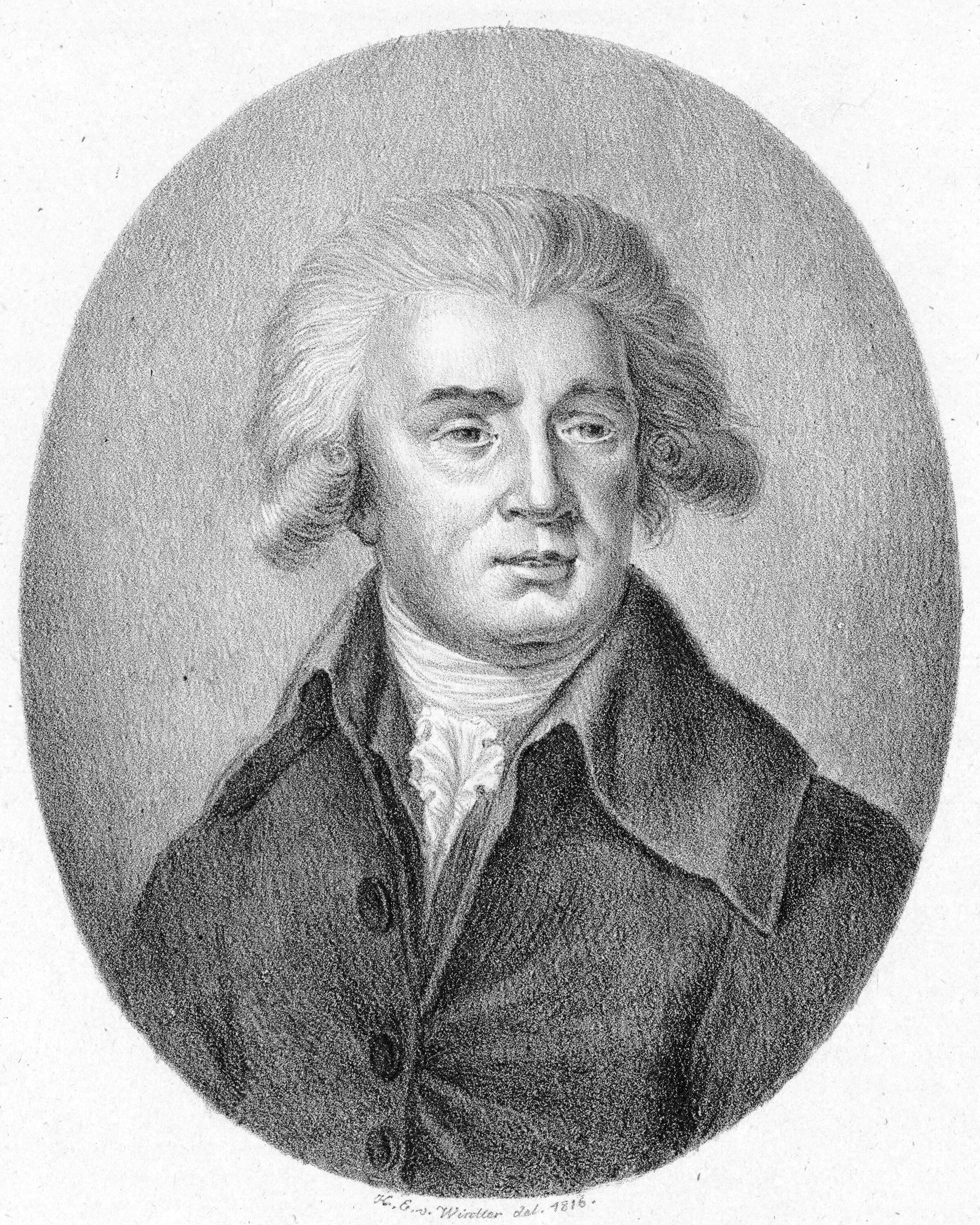
André Grétry.

Les deux avares (De båda giriga) är en opera i två akter med musik av André Grétry och libretto av Fenouillot de Falbaire.

## Historia
Operan hade premiär den 27 oktober 1770 på slottet i Fontainebleau.

### Den svenska premiären
Under titeln Gripon och Martin eller De begge girige Komedi med sång i 2 akter hade operan premiär den 15 maj 1778 på Stora Bollhuset i Stockholm. Översättningen var gjord av Christopher Manderström och dirigent var Francesco Uttini. Föreställningen gavs 27 gånger fram till år 1816.

## Personer
| Roller                         | Stämma      | Rollbesättning vid den svenska premiären den 15 maj 1778 Dirigent: Francesco Uttini |
| ------------------------------ | ----------- | ----------------------------------------------------------------------------------- |
| Gripon, en snål bankir         | Tenor       | Diedrich Tellerstedt                                                                |
| Martin, spekulant              | Bas         | Anders Nordén                                                                       |
| Jérôme, Martins anställde      | Tenor       | Carl Stenborg                                                                       |
| Madelon, Gripons hushållerska  | Mezzosopran | Maria Lovisa Hjortsberg                                                             |
| Henriette, Gripons brorsdotter | Sopran      | Marie Baptiste                                                                      |
| Ali                            | Bas         | Hans Björkman                                                                       |
| Mustafa                        | Tenor       | Nils Magnus Annerstedt                                                              |
| Osman                          | Talroll     | Johan Gustaf Bonn                                                                   |

## Handling
Plats: Ett torg i Smyrna
Tid: 1700-talet
Spekulanter Martin och bankiren Gripon är två gnidiga skurkar som samarbetar för att hitta skatter i Smyrnas pyramid. När Martin säger att det inte finns några skatter i pyramiden tror Gripon honom inte och misstänker att Martin vill lura honom. Han låser in Martin i pyramiden. Jérôme och Henriette förälskar sig i varandra men enda utvägen för dem är att fly från både Martin och Gripon. Deras planer försenas. Gripon upptäcker att han har blivit luras och det blir han av alla som konstaterar att det inte finns någon ärlighet längre.